# 268115 Williamalbrecht
268115 Williamalbrecht este un asteroid din centura principală de asteroizi.

## Descriere
268115 Williamalbrecht este un asteroid din centura principală de asteroizi. A fost descoperit pe 7 octombrie 2004 la Sonoita de Walter R. Cooney Jr. și J. Gross. Asteroidul prezintă o orbită caracterizată de o semiaxă mare de 2,64 ua, o excentricitate de 0,14 și o înclinație de 30,1° în raport cu ecliptica.